# Can Colom (Bordils)
Can Colom és una masia de Bordils (Gironès) inclosa a l'Inventari del Patrimoni Arquitectònic de Catalunya.

## Descripció
És una masia de planta rectangular, amb tres crugies paral·leles, perpendiculars a la façana principal. Les parets són de mortes amb restes d'arrebossat a les façanes exteriors. L'edifici es desenvolupa en planta baixa, pis i golfes. Les obertures exteriors són emmarcades amb carreus i l'accés és fet amb un arc rebaixat de carreus. La coberta és de teula a dues vessants i acabada a la façana principal amb un ràfec de tres fileres (en aquest s'hi combinen rajols i teula girada. A les cantonades de l'edificació també hi han carreus. La planta baixa és coberta amb voltes de rajol i la planta pis i les golfes amb cairats.